# Sergio Romo

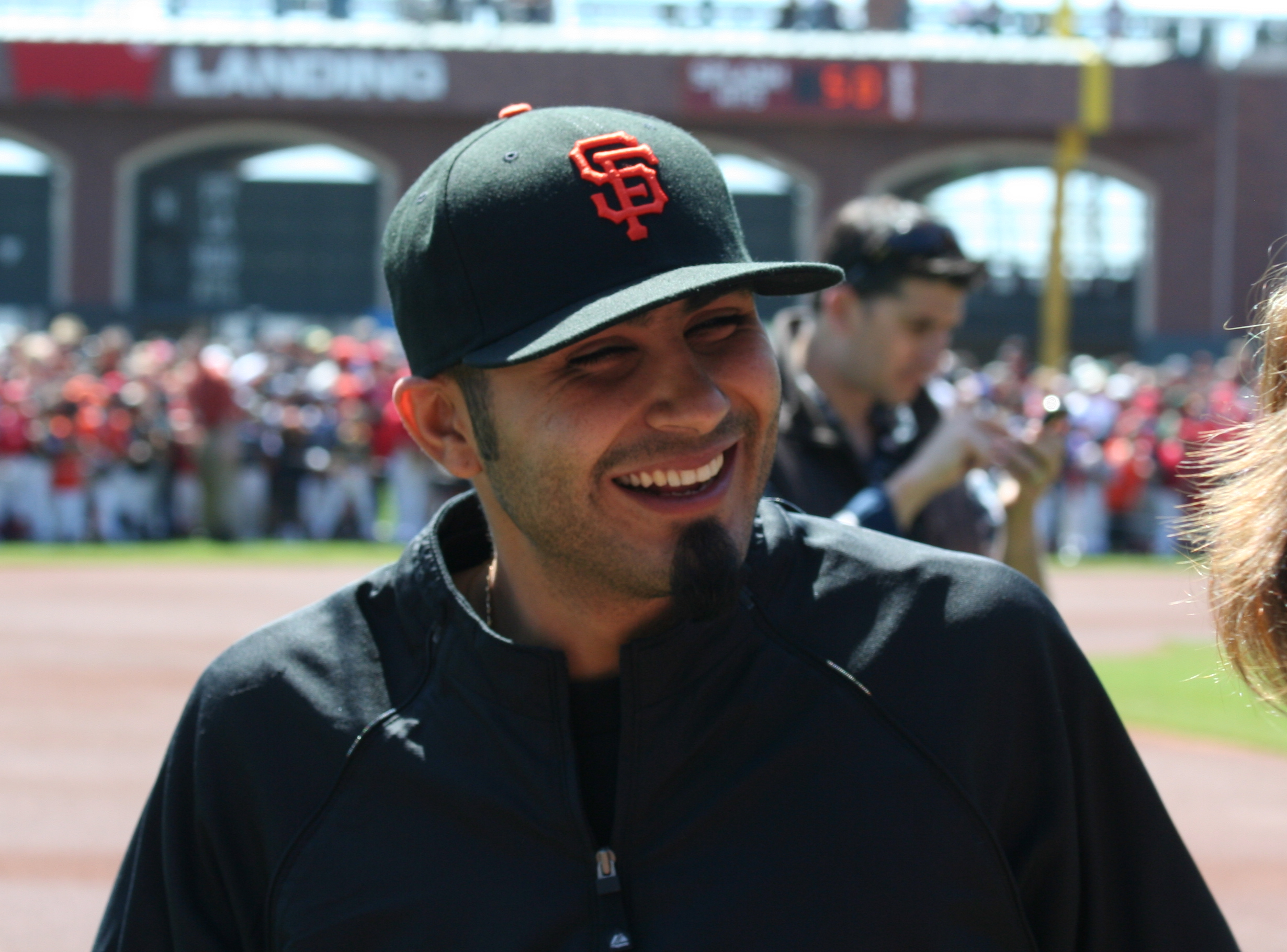

Sergio Francisco Romo  (4 de março de 1983) é um jogador profissional de beisebol estadunidense.

## Carreira
Sergio Romo foi campeão da World Series 2010 jogando pelo San Francisco Giants.